# يوهان شيوستراند
يوهان شيوستراند (بالسويدية: Johan Sjöstrand) (مواليد 26 فبراير 1987)،هو لاعب كرة يد سويدي، يلعب حالياً لنادي كيل ويمثل منتخب السويد لكرة اليد.

## روابط خارجية
- يوهان سجوستراند على موقع الاتحاد الأوروبي لكرة اليد (الإنجليزية)
- يوهان سجوستراند على موقع نادي كيل لكرة اليد (الألمانية)
- يوهان سجوستراند على موقع أوليمبيديا (الإنجليزية)
- يوهان سجوستراند على موقع اللجنة الأولمبية السويدية (السويدية)